# شورای ملی حفاظت از میهن
شورای ملی حفاظت از میهن (عربی: المجلس الوطني لحماية الوطن، فرانسوی: Conseil national pour la sauvegarde de la patrie‎، CNSP) حکومت خونتای نظامی، پس از کودتای سال ۲٠۲۳ در نیجر است.

## تأسیس شورا
در غروب ۲۶ ژوئیه ۲۰۲۳، سرهنگ نیروی هوایی نیجر آمادو عبدالرحمن به کانال تلویزیونی دولتی «تله ساحل» رفت و ادعا کرد که رئیس‌جمهور محمد بازوم، که قبلا توسط گارد ریاست‌جمهوری در اقامتگاه رسمی خود در پایتخت نیجر، نیامی بازداشت شده بود. از قدرت کنار گذاشته شده و تشکیل حکومت نظامی را اعلام کرد. سرهنگ آمادو عبدالرحمان در جمع ۹ نفر از افسران نظامی، با قرائت بیانیه‌ای اعلام کرد که نیروهای دفاعی و امنیتی این کشور «به دلیل وخامت اوضاع امنیتی و حکمرانی بد» تصمیم گرفتند «به رژیمی که آن را می‌شناسید پایان دهند». او ضمن هشدار نسبت به هرگونه مداخله خارجی، از انحلال قانون اساسی و تعلیق نهادهای دولتی، بسته شدن مرزها و منع رفت‌و‌آمد در سراسر کشور از ساعت ۲۲ تا ۵ بعد از ظهر به وقت محلی تا اطلاع بعدی خبر داد.

در ۲۷ ژوئیه، سرهنگ عبدالرحمن در تلویزیون اعلام کرد که تمام فعالیت‌های احزاب سیاسی در کشور تا اطلاع بعدی به حالت تعلیق در می‌آید. رهبری نیروهای مسلح نیجر با صدور بیانیه‌ای با امضای ژنرال عبدو صدیق عیسی، رئیس ستاد ارتش نیجر، با استناد به لزوم «حفظ جان رئیس‌جمهوری و خانواده‌اش» و «اجتناب از برخورد مرگبار که می‌تواند حمام خون ایجاد کند و امنیت مردم را تحت تأثیر قرار دهد» حمایت خود را از کودتا اعلام کرد.